# Gare du Caroubier
La gare du Caroubier est une gare ferroviaire algérienne, située sur le territoire de la commune de Hussein Dey, dans la wilaya d'Alger.

## Situation ferroviaire
La gare du Caroubier se situe au point kilométrique (PK) 8,5 sur le tronçon commun des lignes d'Alger à Oran et d'Alger à Skikda, entre les gares de Hussein Dey et d'El Harrach.
| \| Alger Caroubier Aéroport d'Alger Zéralda Birtouta Réghaïa \| Localisation de la gare du Caroubier dans la wilaya d'Alger. |
| Alger Caroubier Aéroport d'Alger Zéralda Birtouta Réghaïa                                                                    |

## Service des voyageurs

### Desserte
La gare est desservie par les trains du réseau ferré de la banlieue d'Alger assurant les liaisons :
- Alger - El Affroun[1] ;
- Alger - Thénia[2] ;
- Alger (gare de l'Agha) - Zéralda[3].

### Intermodalité
La gare permet une correspondance avec la station Caroubier du tramway d'Alger.